# Les mans d'un assassí
Les mans d'un assassí (títol original: Hands of a Murderer) és un telefilm estatunidenc dirigit per Stuart Orme, estrenat l'any 1990. Ha estat doblat al català. La intriga no és una adaptació de cap novel·la de Conan Doyle sinó el remake d'un guió original de Charles Edward Pogue, Sherlock Holmes i la dona de verd (1945), que posava en escena Basil Rathbone en la pell de Sherlock Holmes.

## Argument
Londres, 1900. Quan finalment va a ser penjat, el professor Moriarty, cervell del crim i enemic jurat de Sherlock Holmes, arriba a escapolir-se. Hi torna de seguida amb les seves activitats criminals robant un codi secret utilitzat per l'exèrcit anglès per avaluar les seves comunicacions militars, codi que intenta revendre a la millor oferta, un cop la clau en les seves mans. Moriarty segresta doncs el creador del codi, l'únic que té la clau. Desgraciadament per Moriarty, es tracta de Mycroft Holmes, germà gran de Sherlock i eminència gris dels serveis secrets.

## Repartiment
- Edward Woodward: Sherlock Holmes
- John Hillerman: Metge Watson
- Anthony Andrews: Professor Moriarty
- Kim Thomson: Sophie DeVere
- Peter Jeffrey: Mycroft Holmes
- Terence Lodge: Inspector Lestrade
- Harry Audley: Richard Farrington
- John Tordoff: Berton
- Warren Clarke: Coronel Gould
- Christopher Fairbank: Jeremy Stubb